# Март Саар
Март Саар (ест. Mart Saar, 28 вересня [ст.ст. 15 вересня] 1882, Гюпассааре — 28 жовтня 1963, Таллінн) — естонський композитор, органіст і збирач народних пісень.

## Дитинство

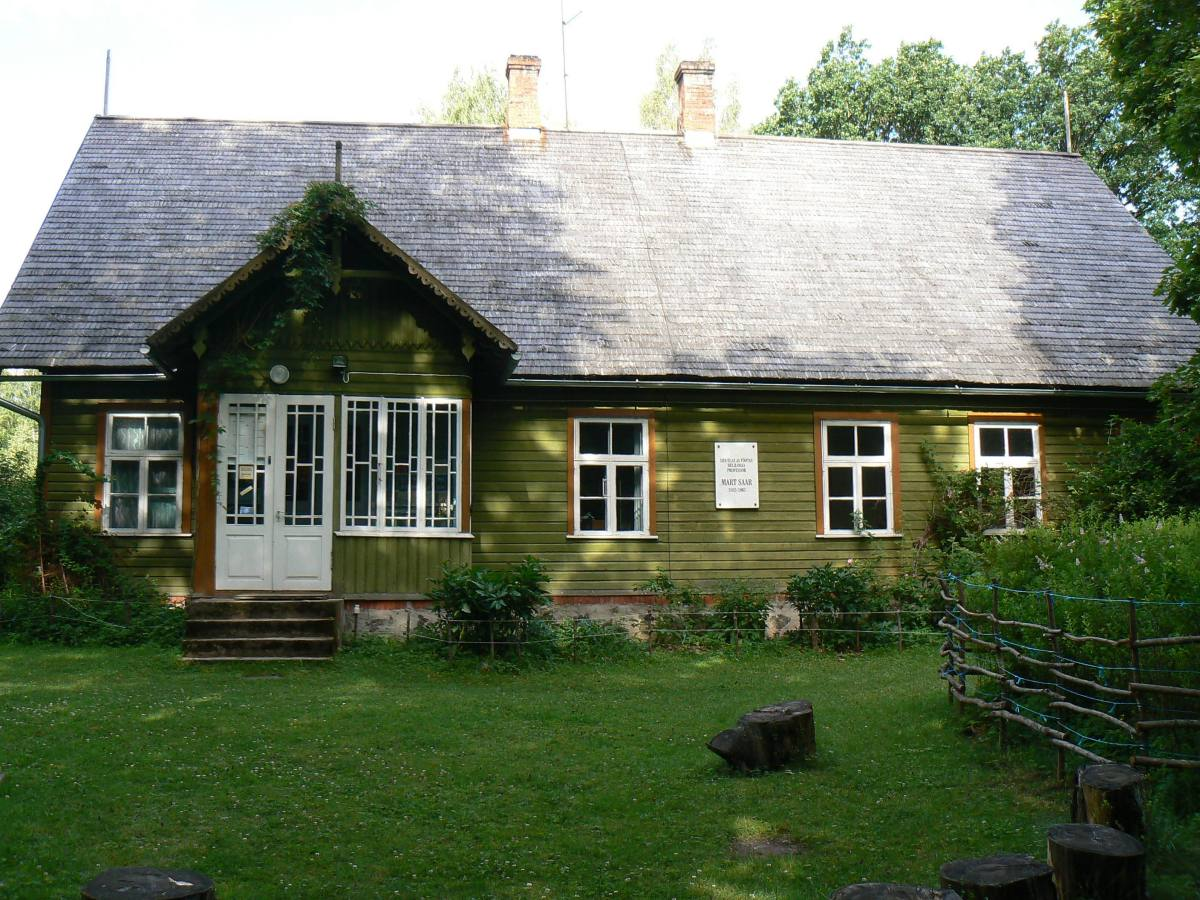
Місце народження Марта Саара

Саар народився у невеликому передмісті Гюпассааре (зараз у Кар'ясоо, волость Сууре-Яані), Вільяндімаа, Естонія, тоді у складі Ліфляндської губернії, Російська імперія, у сім'ї лісників. Отримав освіту в сільській школі Каансоо та волосній школі Сууре-Яані. Його вчителем музики був Йоосеп Капп, батько Артура Каппа, іншого знаменитого еспонського композитора. Батько Саара був талановитим органістом і давав синові уроки вдома.

## Доросле життя
У 1901 році Саар поїхав вивчати музику в Санкт-Петербурзькій консерваторії. Закінчив її у 1908 році, однак продовжив навчання. Після закінчення навчання у 1911 році став вчителем музики у Тарту. Через десять років, у 1921 році, переїхав до Таллінна як вільний композитор та органіст. Влітку бував у батьків.

## Кар'єра
На початку своєї кар'єри Саар перебував під впливом європейської музики початку XIX століття.
Пізніше він поєднував естонську народну музику з більш сучасними звуками. У свої симфонії додавав вокал. Також Саар писав тексти до деяких своїх пісень, зазвичай описуючи в них любов до Естонії та природи. Вірші Саара порівнюють з поезією Анни Гаава та Югана Лііва.

## Окремі твори
Твори для змішаного хору:
- Põhjavaim (Північний дух)
- Seitse Sammeldunud Sängi (Seven Moss-Clad Tombs)
- Oh Kodumaa (О моя Вітчизно)
- Mis Sa Nutad, tammekene? (Why Are You Weeping, Oak Tree?)
- Kõver Kuuseke (Crooked Fir)
- Mälestus (A Memory)
- Allik (Wellspring)

Твори для чоловічого хору:
- Küll ma Laulaks (I Would Sing)

Твори для жіночого хору:
- Päikesele (Сонцю)

Сольні пісні:
- Must Lind (Чорна пташка)
- Lauliku Talveüksindus (Singer's Winter Loneliness)

Композиції для фортепіано:
- 20 Rahvaviisi (20 Folk Songs)
- Eesti Süidid (Estonian Suites)
- Prelüüd ja Fuuga G-duur (Prelude and Fugue in G)
- Humoresk (Humoresque)
- Skizze (Preludes)